# Prionotoma
Prionotoma is een kevergeslacht uit de familie van de boktorren (Cerambycidae). De wetenschappelijke naam van het geslacht werd voor het eerst geldig gepubliceerd in 1894 door Kolbe.

## Soorten
Prionotoma omvat de volgende soorten:
- Prionotoma castroi (Corinta-Ferreira & Veiga-Ferreira, 1952)
- Prionotoma gestroi (Lameere, 1903)
- Prionotoma girardi Quentin & Villiers, 1978
- Prionotoma gregaria (Thomson, 1877)
- Prionotoma jordani (Lameere, 1903)
- Prionotoma mixta Quentin & Villiers, 1978
- Prionotoma schillingsi (Lameere, 1903)